# Barreiros (Amares)
Barreiros es una freguesia portuguesa del concelho de Amares, con 3,04 km² de superficie y 702 habitantes (2001). Su densidad de población es de 230,9 hab/km².